# Alcázar van Toledo

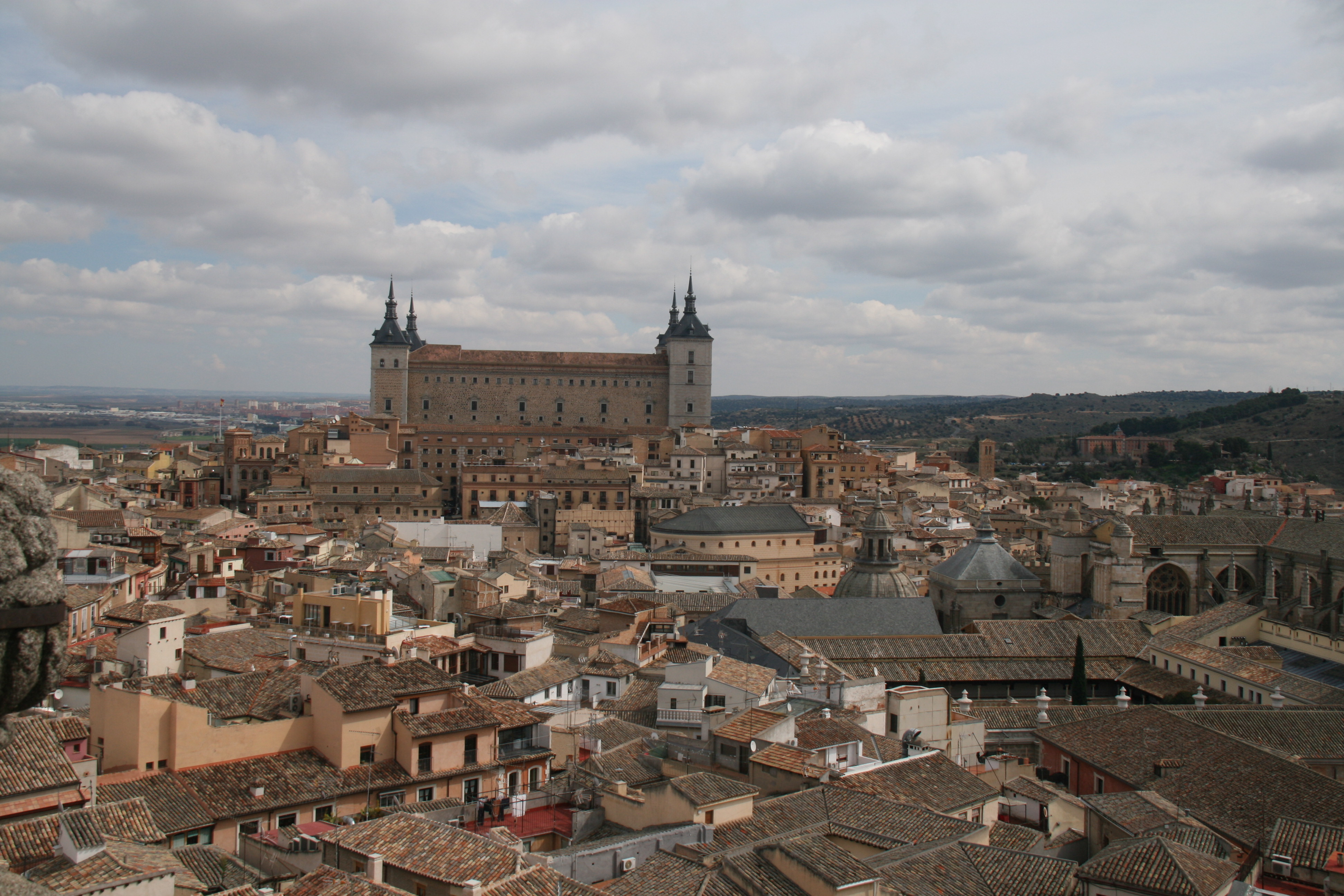
Het Alcázar, gelegen op het hoogste punt van Toledo

Het Alcázar van Toledo is een stenen fort dat gelegen is op het hoogste punt van de Spaanse stad Toledo.

## Geschiedenis
In de derde eeuw werd het fort door de Romeinen gebouwd als zetel van het romeinse protectoraat van waaruit de gehele stad kon worden overzien. Het fort werd gebouwd op een vierkante plattegrond met een poortgebouw rond een centrale binnenkoer met vier hoektorens. In de zesde eeuw werd het bouwwerk door de Visigoten gebruikt als paleis om in de achtste eeuw dienst te doen als Arabische vesting. Na de verovering van Toledo op de moslims in 1085, werd de Arabische vesting gerestaureerd door de christenen en gebruikt als militair bolwerk tijdens de regeerperiode van Alfons VI, Alfons VII, Alfons VIII en Alfons X de Wijze.
Toen Karel V de stad Toledo (samen met Granada) uitriep tot hoofdzetel van zijn keizerrijk, liet hij het Alcázar in 1535 aanzienlijk verbouwen en verfraaien door de beroemde architect Alonso de Covarrubias tot officiële residentie van zijn rijk. Zo is het huidige gebouw een reconstructie van het kasteel zoals het gebouwd werd voor Karel V. In 1521 werd Hernando Cortés door Karel V ontvangen in het Alcázar na zijn overwinning op de Azteken.
In opdracht van Filips II, de zoon van Karel V, werd de vesting afgewerkt door de al even beroemde Juan de Herrera tot het "Alcázar van de Alcázars". Maar toen Filips II de residentie in 1561 definitief naar Madrid verhuisde, verloor de stad haar politieke betekenis.
Het fort werd in zijn bestaan verschillende malen door brand verwoest. In 1710 kreeg het de eerste keer een brand te verduren om een eeuw later in 1810 weer in vlammen op te gaan door toedoen van de Napoleontische troepen. En ook na de heropbouw van de vesting tussen 1867 en 1882, kreeg het Alcázar in 1887 een derde keer een zware brand te verduren. Maar het Alcázar van Toledo is nog het meest bekend door het beleg ervan tijdens de Spaanse Burgeroorlog.

## De Spaanse Burgeroorlog

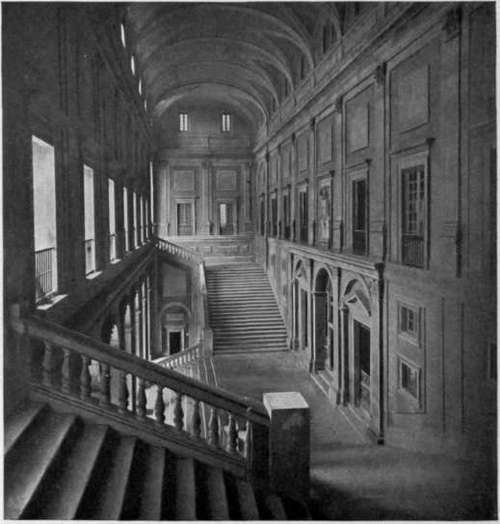
Interieur van het Alcázar in 1901

Tijdens de Spaanse Burgeroorlog werd het Alcázar verdedigd, tegen een overmacht van Spaanse Republikeinen, onder leiding van kolonel José Moscardó Ituarte. Na een uitputtingsslag van 2 maanden werd het Alcázar op 27 september 1936 ontzet door Franco, die enkele dagen later door zijn medestanders tot leider zou worden uitgeroepen. Uiteindelijk liet Franco het Alcázar weer opknappen, nadat hij het eerder had vernield.

## Huidige situatie
In het gebouw was een tijdlang de Academia de Infantería de Toledo gehuisvest. Na de oorlog werd het herbouwd en herbergt nu de bibliotheek van Castilië-La Mancha en het legermuseum ("Museo del Ejército").